# Music Channel
A Music Channel (másik nevén 1 Music Channel) egy zenecsatorna volt, az azonos nevű román televíziócsatorna magyar változata. 2010. január 8-tól 2022. szeptember 1-ig sugárzott a H!T Music Channellel együtt. Érdekessége, hogy a nap 24 órájában zenét adott, illetve a magyar zenetelevíziók között az első, amelynek műsorát az interneten, ingyenes streamen keresztül is lehetett élőben követni. A csatorna hangjai Dukai Regina és Szűts Dániel voltak. Regina egyébként műsorvezető is volt a csatornánál, az Animal Cannibals-szel és DJ Newl-lal együtt. Reklámidejét az Atmedia értékesítette.

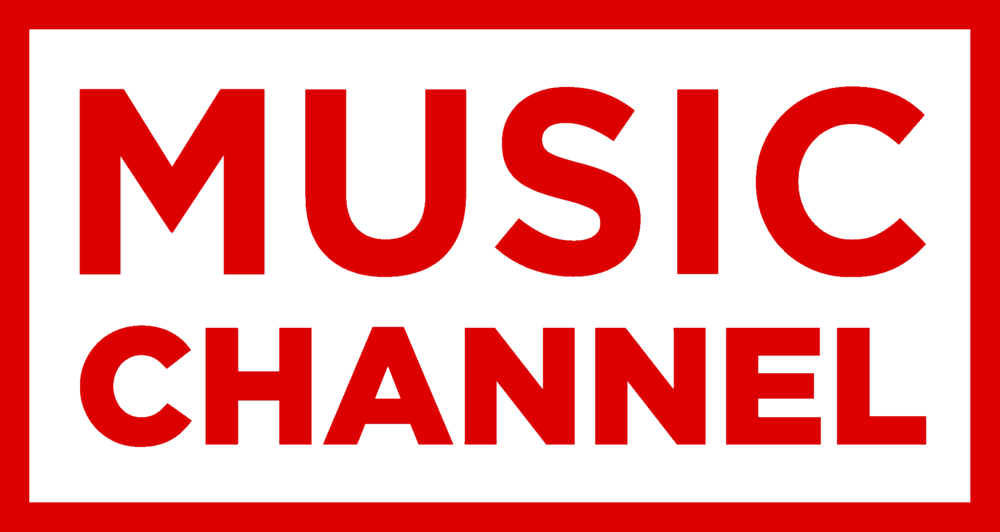
A román Music Channel logója (2016-)

A csatorna arculata 2010-től 2016-ig a csatorna román változatán alapult, csak a feliratok (valamint az első - magyar változatnál is használt - arculatban képarány) különböztek egymástól. 2016. szeptember 1-jén arculatot váltott, a logó ezzel egyidőben 2D-s lett, valamint új műsorokkal, slágerlistákkal, koncertfelvételekkel és friss tartalommal bővült a programja.
A klipek folyamát nem szakították meg sorozatok, vetélkedők vagy valóságshow-k. A csatorna kiemelt figyelmet fordított a minőségi magyar produkciókra, így a megjelenített klipek legalább 40%-a hazai volt. A hazai zenecsatornák közül egyedülálló módon HD adásminőséget biztosított mind a televízióban, mind az online streamen.
Megszűnését 2022. június 27-én jelentették be, több testvércsatornával együtt.
Utolsó klipje a Swedish House Mafia Don't You Worry Child című száma volt. A csatorna 2022. szeptember 1-én éjfélkor szűnt meg a H!T Music Channellel együtt, így a csatorna helyén azóta az év október közepéig egy monoszkóp volt látható, majd 1,5 hónap után fekete képernyőre váltották. A csatorna weboldala közel egy hétig működőtt, de majd egy héttel később a weboldalát is megszűntették. A magyar adásváltozat megszűnése után a csatorna jelenleg csak Romániában fogható. A csatorna megszűnése után szeptember 4-éig közölték műsorát, a Universal Channel, a 2021. január 12-én megszűnt RTL Spike vagy a 2013. január 10-én megszűnt Hálózat TV esetén.

## Műsorok
- Music Channel NEWS
- 1 Like Fresh
- Weekender
- Music Channel Top 21
- Top.HU
- 1 Like HipHop
- Music On
- Magyar óra
- Nighty Night
- Hot Night
- POP City
- Happy Coffee
- K-POP
- Party Starter
- Happy Hour
- Online Chart
- Dance Chart
- Club H!T Back